# Maliwatt
Maliwatt ist ein Markenname für einen Vlies-Nähwirkstoff, aber auch für die Anlage und das Verfahren, auf der bzw. nach dem dieses textile Flächengebilde hergestellt wird.
Beim Nähwirkverfahren Maliwatt wird als Grundmaterial vorzugsweise ein Quervlies  (zum Beispiel aus Wollfasern, Polymerfasern, Reißfasern aus Alttextilien) oder Spinnvlies, aber auch eine Glasmatte oder eine vorverfestigte Warenbahn verwendet. Die mechanische Verfestigung des Grundmaterials zum Maliwatt-Erzeugnis erfolgt durch Maschenbildung einer Vielzahl parallel verlaufender eingebundener Wirkfäden. Als Wirkfäden können Garne, Zwirne, glatte und texturierte Filament- und Foliefäden verarbeitet werden. Grundbindungen sind Franse und Trikot.
Die maximalen Arbeitsbreiten der Nähwirkanlage und damit der Maliwatterzeugnisse liegen bei 2900 mm, 4150 mm und 6150 mm, wobei eine stufenlose Reduzierung möglich ist. Die Flächenmasse der Maliwatt-Erzeugnisse kann 30 – 3000 g/m² und deren Dicke 0,5 – 20 mm betragen. Der Verfestigungsgrad der Vlies-Nähwirkstoffe ist abhängig von der Anzahl Fadenmaschen je Flächeneinheit. Sie ist das Produkt aus Anzahl der Maschenstäbchen je Längeneinheit und Maschenreihendichte je Längeneinheit. Die Maschenstäbchen verlaufen in Maschinenarbeitsrichtung, die Maschenreihen quer dazu. Die Maschenstäbchendichte wird dabei durch die Maschinenfeinheit, das heißt die Anzahl der Wirkelemente je 25 mm Arbeitsbreite bestimmt. Sie liegt zwischen 0,5 und 22. Die Maschenreihendichte hängt von der Stichlänge ab, die zwischen 0,5 und 5 mm liegt. Sowohl die Maschinenfeinheit als auch die Stichlänge sind erzeugnisabhängige Prozessgrößen.
Hauptanwendungen von Maliwatt-Erzeugnissen sind Decken, Reinigungstücher, Bezugsstoffe, Klebebandbeschichtungsträger und Dekoware, aber sie eignen sich auch für Zwischenfutter und Gebrauchstextilien, wie Haushaltstücher, waschbare Windeln, Tufting-Grundware, medizinische, technische und Geotextilien.